# فرودگاه هماوان
فرودگاه هماوان (به انگلیسی: Hemavan Airport) یک فرودگاه همگانی مسافربری با کد یاتا HMV است که یک باند فرود آسفالت دارد و طول باند آن ۱۶۰۱ متر است. این فرودگاه در کشور سوئد قرار دارد و در ارتفاع ۴۵۸ متری از سطح دریا واقع شده‌است.

## شرکت‌های هواپیمایی و مقصدهای پروازی
| شرکت‌های هواپیمایی | مقصدهای پروازی                                      |
| ----------------- | --------------------------------------------------- |
| نکست‌جت            | استکهلم-آرلاندا (PSO), لیکسل (PSO), ویلیلمینا (PSO) |